# Aydın Esen
Aydın Esen (* 12. Mai 1962 in Istanbul) ist ein türkischer Musiker (Piano, Keyboards, Elektronik) des Modern Creative und Fusion Jazz und Komponist.

## Leben und Wirken
Esen, dessen Vater Trompeter ist, wuchs von früh auf mit Musik auf und erhielt seit dem Alter von fünf Jahren klassischen Klavierunterricht, zunächst bei seinem Vater, dann auf dem İstanbul Belediye Konservatuarı. Daneben beschäftigte er sich mit dem Trommeln. Als Jugendlicher spielte er in verschiedenen Gruppen und unterschiedlichen Genres. 1982 erhielt Esen ein Stipendium für die norwegische Staatsakademie für Musik in Oslo, wo er Piano, Komposition und Dirigieren studierte. Darüber hinaus unternahm er in dieser Zeit als Mitglied diverser Ensembles erste Europa-Tourneen und war auch an einigen Plattensessions beteiligt.
1983 erhielt er ein weiteres Stipendium für das Berklee College of Music und wechselte nach Boston. Dort absolvierte er sein Studium und machte danach seinen Master am New England Conservatory of Music. 1986 war er an dem Album Trio von Eddie Gomez beteiligt (mit Drummer Marcello Pellitteri). Im selben Jahr bildete er mit Tommy Campbell, Kai Eckhardt, Bob Moses und der Sängerin Randy K., die später seine Frau wurde, die Band Transfusion. Bald darauf spielte er mit Gary Burton, Pat Metheny und Emily Remler.
Auf verschiedenen Labels legte er eigene Alben vor. Auch arbeitete er mit Dave Liebman und immer wieder mit seinem Studienkollegen Wolfgang Muthspiel zusammen. Zudem ging er mit Trilok Gurtu und auch mit Jonas Hellborg auf Tournee und nahm mit Daniel Humair, mit Kai Eckhardt und mit Andrew Anello auf.
Mehrere seiner Kompositionen wurden im Bereich der Kunstmusik unter seiner musikalischen Leitung und mit ihm als Solisten aufgeführt. 1999 veröffentlichte er mit Enfas ein Album mit zeitgenössischer elektronischer Musik.
Im Januar 2020 wurde am Big Basel Festival seine Komposition „scape-X“ (commissioned by Big Basel Festival) vom Ensemble Phoenix Basel mit ihm als Solist uraufgeführt.

## Preise und Auszeichnungen
Seit seiner Studienzeit hat Esen zahlreiche Preise für seine Kompositionen, als Pianist (u. a. erster Preis bei einem internationalen Piano-Wettbewerb in Paris 1989) und im Bereich der elektronischen Musik erhalten.

## Diskographische Hinweise
- So Many Lifetimes (1988)
- Pictures (1989, mit George Garzone, Mick Goodrick, Randy K., Peter Herbert, Selahattin Can Kozlu, Mike Ringguist)
- Aydin Esen (1989)
- Anadolu (Columbia, 1992, mit Anthony Jackson, Dave Holland, Peter Erskine, Mino Cinelu, Dave Liebman, Jon Faddis, Bob Mintzer, Dave Bargeron)
- Radio Edits (1992)
- Enfas(1998)
- Timescape (1999)
- Living (2001, mit Miroslav Vitouš, Vinnie Colaiuta)
- Flashpoint (2005)
- Dialogo (2005)
- Light Years (2006)
- Extinction (2006)
- Toys for All Gods (2013)

### Als Sideman
- Trio (Eddie Gómez) (1986)
- Music of Our Time (1994)
- This Is Me (Emily Remler)
- Edges (Daniel Humair)
- Brazilian Landscape (Sergio Brandao)
- Honour Simplicity, Respect the Flow (Kai Eckhardt)
- My Heart (Tommy Campbell)
- Wolfgang Muthspiel (Wolfgang Muthspiel)
- Timezones (Wolfgang Muthspiel)
- X-Centrix (Andrew Anello) (1996)
- Mysterious Voyages: Tribute to Weather Report (2005)
- Xyz (SeLKA) (2012)
- Transformation (SeLKA) (2013)
- Aurora Borealis (Okay Temiz) (2014)
- Someone Is Following (Johannes Maikranz’ Zeitbloom feat. Aydin Esen) (2017)